# Distrito de Marovoay
Marovoay es un distrito de la región de Boeny, en Madagascar. Según el censo de 2018, tiene una población de 197 756 habitantes.
Está ubicado al noroeste de la isla, cerca del parque nacional de la Bahía de Baly y del parque nacional de Ankarafantsika.